# Amfetinil
Amfetinil – organiczny związek chemiczny rozważany jako lek przeciwnowotworowy.
Amfetinil działa cytostatycznie przez zakłócenie tworzenia wrzeciona mitotycznego wskutek wiązania do tubuliny w sposób podobny do kolchicyny, lecz nie winblastyny i pobudzająca in vitro aktywność GTP-azy. W badaniach na przełomie lat 80. i 90. XX w. stwierdzono jego aktywność w stosunku do białaczki L1210 w modelu z podawaniem dootrzewnowym u myszy CD2F1 (CDF1); ADJ/PC6 oraz raka Walkera u gryzoni; oraz korzystniejszy stosunek terapeutyczny w porównaniu do istniejących trucizn wrzeciona mitotycznego. Jest dobrze absorbowany po podaniu doustnym, jednakże w I fazie badań klinicznych wykazał znaczną toksyczność w dawkach 800 i 1200 mg/m² i niewystarczające AUC, w wyniku czego badanie przerwano i nie zalecono badań II fazy.